# Friedel Lenz
Friedel Lenz, född 2 oktober 1897 vid Aschaffenburg i Bayern, död 16 november 1970 i München, var en antroposofiskt orienterad sagoberättare och sagoforskare i Tyskland.

## Biografi
Friedel Lenz var gift med en präst i Kristensamfundet och mor till fyra barn. De båda döttrarna omkom 1945 då staden Dresden ödelades av allierat flyg; samma år dog maken Eduard som krigsfånge i Sovjet. Efter kriget började Friedel utveckla sin skapande verksamhet som sagoberättare och sagotolkare.  Vid sin död 1970 var hon vid sidan av Marie-Louise von Franz den mest beaktade sagoforskaren i Schweiz, Holland och Västtyskland. 

### Utgivet på svenska
- Barnet och sagan : en uppsatssamling för föräldrar och pedagoger (Nova, 1989)
- Djuret i sagan : sagor som förmedlare av andliga sanningar (Nova, 1988)
- Fira årets högtider : idéer och råd till föräldrar (Nova, 2:a uppl. 1994)
- ”Tolkning av drakmyten” i  Den keltiska drakmyten (Nova, 1992)

### Övriga verk
- Bildsprache der Märchen (Verlag Urachhaus, 10:e uppl. 2012)
- Iwan Johannes: Russische Märchen (Mellinger Verlag, 6:e uppl. 1988)
- Sinndeutung zu Iwan Johannes (Mellinger Verlag, 3:e uppl. 1977)